# 인천부평경찰서
인천부평경찰서(仁川富平警察署, Incheon Bupyeong Police Station)는 인천광역시경찰청이 관할하는 경찰서 중 하나이다. 인천광역시 부평구 일부지역을 관할한다. 인천광역시 부평구 길주로 511(청천동)에 위치하고 있다.
서장은 총경으로 보한다.

## 관할 파출소 및 지구대
인천부평경찰서는 4개 지구대와 2개 파출소를 산하에 두고 있다.
| 명칭        | 사진 | 주소                | 관할구역                                 | 치안센터      |
| ----------- | ---- | ------------------- | ---------------------------------------- | ------------- |
| 역전지구대  |      | 광장로 6 (부평동)   | 부평1동                                  |               |
| 동암지구대  |      | 배곶로 50 (십정동)  | 십정1동, 십정2동 일부                    | 십정치안센터  |
| 철마지구대  |      | 마장로 251 (산곡동) | 산곡2·4동, 산곡1동 일부, 청천2동 일부    |               |
| 청천지구대  |      | 안남로 307 (청천동) | 산곡1동 일부, 청천1동 일부, 청천2동 일부 | 청천1치안센터 |
| 부평2파출소 |      | 부영로 33 (부평동)  | 부평2·6동                                |               |
| 백운파출소  |      | 마장로 84 (십정동)  | 부평3동, 산곡3동, 십정2동 일부           |               |

## 같이 보기
- 인천광역시지방경찰청